# Khanat Kasan

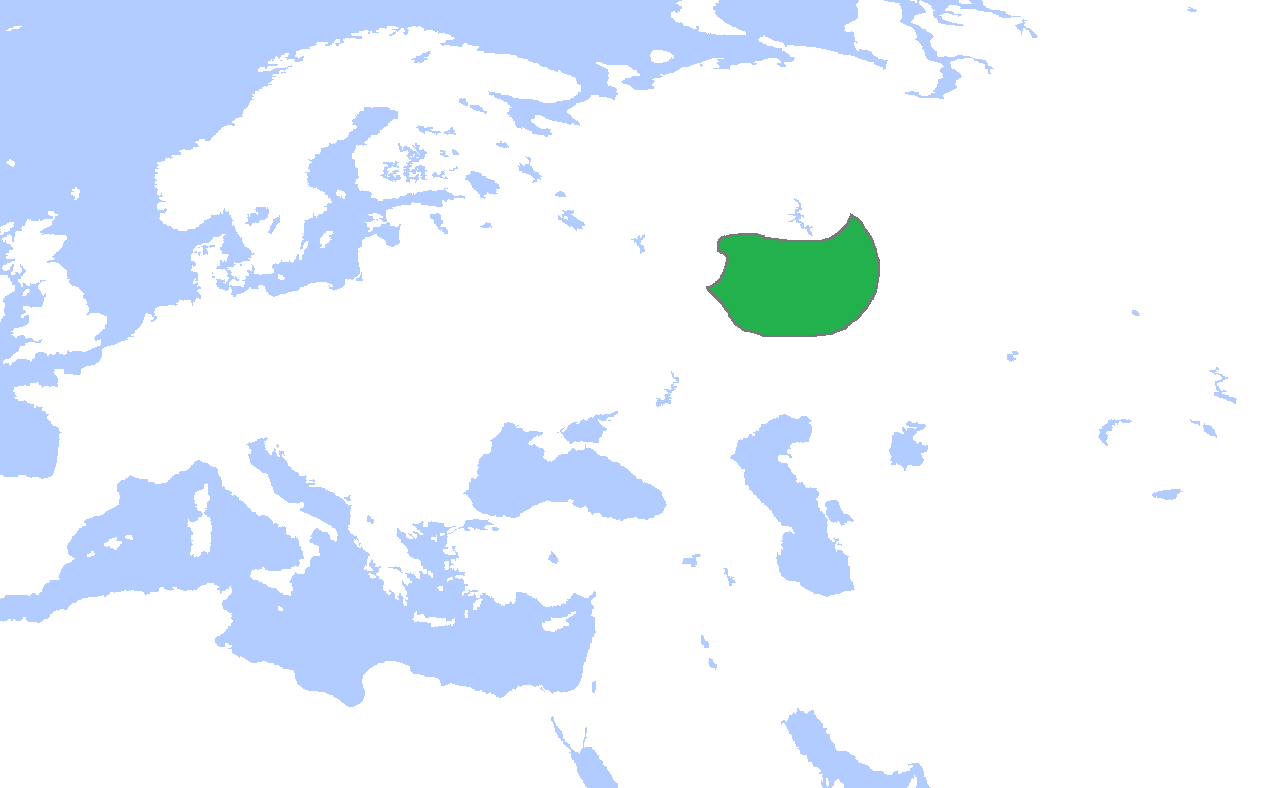
Kasan-Khanat um 1500

Das Khanat Kasan (tatarisch Казан Ханлыгы/Qazan xanlığı; russisch Казанское ханство/Kasanskoje Chanstwo) war von 1438 bis 1552 ein tatarischer Nachfolgestaat der Goldenen Horde mit der Hauptstadt Kasan. Es umfasste nach heutigen Begriffen in etwa Tatarstan zusammen mit Mari El, Tschuwaschien, Teilen von Mordwinien, Udmurtien und Baschkortostan sowie einigen angrenzenden Landstrichen an der mittleren Wolga. Neben ihr waren Wjatka und Kama die Hauptflüsse und damit die Haupttransportwege. Es wurde auch als tatarisches Khanat bezeichnet.

## Geschichte

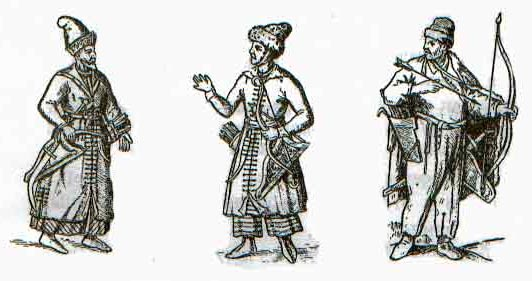
Soldaten des Khanat Kazan, Adam Olearius, 17. Jahrhundert

Das Khanat wurde um 1437/38 von Ulug Mehmed im Zuge des Auseinanderbrechens der Goldenen Horde gegründet. Vorher hatte in Kasan bereits ein autonomes wolgabulgarisches Fürstentum innerhalb der Horde bestanden, dessen Thron von Ulug Mehmed mit Hilfe des lokalen Adels in Besitz genommen (usurpiert) wurde. Auch nach diesem Staatsstreich war das Khanat sehr instabil: In den 115 Jahren seiner Existenz gab es neunzehn Machtwechsel, wobei die Khane aber stets aus dem Kreis der Nachkommen Dschingis Khans gewählt wurden. Staatsreligion war der sunnitische Islam, der viel mehr als die Zugehörigkeit zum tatarischen Volk das Selbstverständnis des Staates bestimmte.

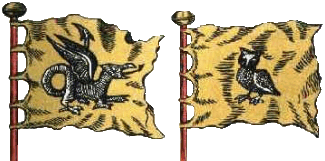
Zwei Banner von Kasan mit Silant, 1709

Anfangs in einer starken Position gegenüber Russland – die Großfürsten von Moskau waren den Khanen tributpflichtig und mussten die Versklavung von jährlich bis zu 100.000 Mitmenschen ertragen – drehte sich dieses Verhältnis 1487 nach der ersten Eroberung Kasans durch Iwan III. um. Erst 1521 gelang eine Allianz mit dem Khanat der Krim, dem Khanat Astrachan und der Nogaier-Horde, welche die Moskauer Dominanz vorläufig abschütteln konnte. Diesem fragilen Bündnis war aber keine lange Dauer beschieden und unter dem Vorwand, in Thronstreitigkeiten einzugreifen, eröffnete Iwan IV. „der Schreckliche“ einen neuerlichen Feldzug gegen Kasan. Im August 1552 begann eine mehrwöchige Belagerung der Stadt, die am 3. Oktober fiel. Der amtierende Khan Yädegär Möxämmät wurde gefangen genommen, am 26. Februar 1553 auf den Namen Simeon getauft und von Iwan IV. mit der Stadt Swenigorod belehnt. Damit hatte sich Moskau den letzten gegnerischen Staat auf dem Weg nach Sibirien einverleibt, das in weiterer Folge erschlossen und erobert werden konnte. Zum Andenken an seinen Sieg über Kasan ließ Iwan am Roten Platz in Moskau die Basilius-Kathedrale sowie weitere Kirchen erbauen.
Das Gebiet des Khanats Kasan wurde systematisch besetzt, in das Zarenreich eingegliedert und in den folgenden Jahrhunderten auch durch Umsiedlungsmaßnahmen russifiziert und christianisiert. In den kommenden Jahrzehnten bis 1610 brachen jedoch immer wieder Aufstände gegen die russische Oberherrschaft aus, die auf eine Wiederherstellung des Khanats zielten. Dazu gehören die Revolten unter Husein seit 1552, unter Mamysch Berdy 1556/57 sowie die großen Erhebungen von 1572–74 und 1608–1610. Da durch die Niederschlagung dieser Unruhen ein Großteil des alten tatarischen Adels ausgelöscht wurde, geriet die ursprüngliche politische Zielsetzung bald in Vergessenheit und die späteren Aufstände hatten mehr den Charakter wirtschaftlich motivierter Bauernunruhen.
Kasan war bereits in der Zeit des Khanats ein wichtiger kultureller Mittelpunkt über die Wolgaregion hinaus. Insbesondere die Literatur wurde gefördert und erlebte eine Blütezeit. Ab dem Ende des 19. Jahrhunderts war es Zentrum der „Tatarischen Renaissance“, einer literarischen und intellektuellen Bewegung, in deren Zuge sich die örtliche Bevölkerung auf ihre tatarischen Wurzeln zurückbesann.

## Wappen
Im großen Wappen des Russischen Kaiserreichs im heraldisch rechten Kreis war Kasan vertreten im vierten Wappen (Schild 1) (Khanat von Kasan): In Silber ein goldgekrönter, goldbewehrter, rotflügliger schwarzer Basilisk (Zilant) mit roter Schwanzspitze (Wappen Kasans). Auf den Schild ruht die goldene Landeskrone des Königreiches Kasan.